# Don't Forget
Don't Forget é o álbum de estreia da cantora estadunidense Demi Lovato, lançado em 23 de setembro de 2008 através da Hollywood Records. Ela começou a trabalhar no álbum em setembro de 2007, enquanto gravava o filme original do Disney Channel, Camp Rock. Lovato co-escreveu a maioria das faixas com a banda de pop rock Jonas Brothers, que produziu o álbum com John Fields. Outros compositores incluem Kara DioGuardi, Jason Reeves e Robert Schwartzman, do Rooney. Don't Forget possui uma sonoridade power pop e rock, com o conteúdo lírico envolvendo tópicos adolescentes como coração partido e independência.
O álbum recebeu avaliações geralmente positivas dos críticos musicais. Pelo fato de grande parte do álbum ter sido produzida pelos Jonas Brothers, o críticos notaram distintas semelhanças entre os artistas. Don't Forget estreou na segunda posição da Billboard 200 e eventualmente recebeu o certificado de ouro da Recording Industry Association of America (RIAA). Vendeu mais de 530.000 cópias nos Estados Unidos. Nas demais regiões, Don't Forget alcançou o top dez no Canadá e o top quarenta na Espanha e Nova Zelândia.
"Get Back" foi lançada como carro-chefe do álbum e alcançou a 43ª posição da Billboard Hot 100. "La La Land" foi o segundo single do álbum. A canção atingiu a 52ª posição nos Estados Unidos e o top quarenta na Irlanda e Reino Unido. O terceiro single, sua faixa-título, alcançou a 41ª posição no gráfico estadunidense. Don't Forget também foi promovido pela turnê Demi Lovato: Live in Concert.

## Antecedentes

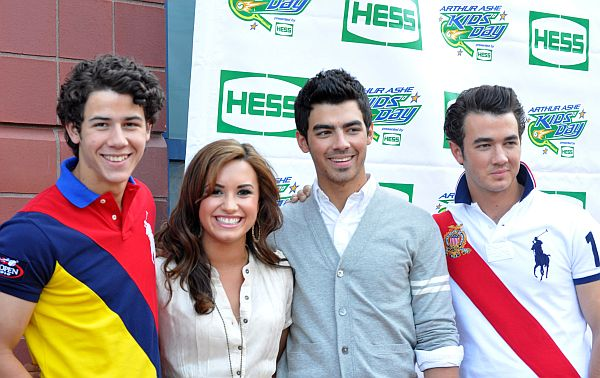
Lovato participou do filme Camp Rock com os Jonas Brothers (foto), que a ajudaram durante a produção e o processo de escrita de Don't Forget.

Lovato foi descoberta pelo Disney Channel em uma audição aberta aonde morava, Dallas, no Texas, e fez sua estreia na microssérie As the Bell Rings em 2007. Ela posteriormente fez uma outra oitiva para a série de televisão Jonas, mas não conseguiu o papel. Como alternativa, Demi recebeu uma personagem no filme musical Camp Rock após cantar para os executivos do canal. No mesmo dia, ela fez um teste para Sonny with a Chance, e foi aprovada. Para participar de Camp Rock, ela enviou uma fita da audição e Gary Marsh, presidente da seção de entretenimento da Disney, a pediu para cantar.
| “ | Eles meio que me colocaram no holofote. Eu não ligo. Quando as pessoas me colocam como o centro das atenções, é meio que 'Ei, eu não vou ficar nervosa. Só vou fazer o que sei fazer'. Então, eu fiz o que sei fazer. | ” |

A artista interpretou "Ain't No Other Man", de Christina Aguilera, e o vice-presidente sênior da Hollywood Records, Bob Cavallo, disse que "suas mandíbulas se soltaram". O número resultou na participação de Lovato em Camp Rock como a personagem principal e a sua contratação para a gravadora Hollywood no início de 2008. Demi alistou os Jonas Brothers, companheiros de elenco no musical que protagonizou, para trabalharem com ela no disco, alegando que suas canções precisavam de ser "polidas". Ela disse que era "importante" incluí-los em seu álbum, sendo que "adoraria a participação deles a qualquer hora".
A cantora sentia que precisava de ajuda com o processo de escrita, pois ela tendia escrever músicas que seriam "um pouco mais intensas e menos cativantes". Com o trabalho, ela quis se estabilizar como uma musicista, não querendo ser conhecida somente como "a garota de Camp Rock". Demi disse que seu objetivo era se divertir, e que abordaria temas mais maduros em seu segundo CD, comentando: "Você não vai necessariamente encontrar muitas [canções obscuras] no álbum, mas esperançosamente no próximo. É meu primeiro projeto, então eu queria que fosse divertido — coisa do tipo que você pode dirigir seu carro e dançar".

## Desenvolvimento
"Escrever canções é o que eu faço quando estou chateada ou muito feliz. Às vezes as pessoas escutam meu trabalho e eles ficam tipo, 'Uau, que intenso. Vá à terapia'. Mas você sabe, é o resultado de tudo que eu passei. Só porque você está no Disney Channel e você sempre sorri, eles acham que você é perfeito, e é óbvio que a vida de ninguém realmente é".

—Demi Lovato sobre o processo de escrita do disco.
Lovato começou a escrever com os Jonas durante as gravações de Camp Rock. Mais tarde, durante a primavera de 2008, do hemisfério norte, eles escreveram dez obras em uma semana, durante a Look Me in the Eyes Tour. Demi disse, "Eu escrevi com eles e eles me ajudaram. Eles obviamente conheciam a situação, e nós entramos no ônibus uma noite — as canções simplesmente começaram a sair". Antes da fase europeia da digressão, eles foram à estúdio onde o grupo havia co-produzido faixas com John Fields. Falando sobre a experiência de produção, Nick Jonas comentou: "Estar apto a co-produzir foi realmente muito legal e é definitivamente algo que faremos muito mais". Ele ainda apreciou trabalhar com a artista. O processo de desenvolvimento de Don't Forget foi concluído em dez dias e meio, quando o CD estava pronto para ser distribuído às lojas.
A inspiração por trás de "Get Back", co-escrita pelos Jonas, era que Demi não queria escrever uma canção má ou sobre um coração partido, pois ela sentia que já havia muitas assim no disco. Ao invés, ela optou por compor uma obra sobre voltar com um ex-namorado. "É uma canção divertida e com alto astral e é divertido cantar para a pessoa que eu escrevi sobre", ela comentou. "La La Land" foi elaborada sobre as "pressões da fama". Demi disse: "Você chega em Hollywood e muitas vezes as pessoas tentam te deixar em forma e te colocar nos moldes do que eles querem que você seja. Essa canção é sobre cair na real e tentar ser você mesmo quando está em Hollywood". A faixa-título foi escrita sobre a experiência da artista em enamorar-se com alguém que "simplesmente se afasta e vai embora para outro lugar". "Eu tive uma experiência meio assim e queria escrever sobre ela. Eu superei, e agora, um ano depois, não tenho mais os mesmos sentimentos por essa pessoa", comentou a artista.
As influências musicais do CD incluem Paramore, Kelly Clarkson, Christina Aguilera, Billy Gillman, Aretha Franklin e Gladys Knight. Ainda na listagem do trabalho consistem seis composições dos Jonas com a intérprete principal, incluindo o dueto "On the Line". A banda ainda produziu estas faixas, enquanto John Fields produziu o restante. Para "Party", a cantora alistou Robert Schwartzman, vocalista do grupo musical Rooney, dizendo que colocou sua "participação musical e letra" na obra e Robert a ajudou, sobretudo no gancho. Lovato escreveu "Trainwreck" sozinha e participou da elaboração lírica de muitas das outras músicas, exceto "The Middle", escrita por Fields, Kara DioGuardi e Jason Reeves, e "Until You're Mine", escrita por Andy Dodd e Adam Watts.

## Composição
Musicalmente, as canções de Don't Forget extraem os gêneros pop rock e power pop. Stephen Thomas Erlewine do Allmusic disse que o álbum inclui "brilhante, açucarado e ágil power pop, alimentado por grandes e nebulosas guitarras e grandes e musculosos ganchos". Como grande parte do trabalho foi co-escrita e co-produzida pelos Jonas Brothers, a imprensa musical notou uma semelhança no som dos dois artistas. Erlewine notou ainda que, ao contrário de A Little Bit Longer, disco de 2008 dos Jonas, o CD de Demi não tenta chamar atenção de um público mais amplo que os pré-adolescentes, chamando-o de "bubblegum puro e sem remorsos". Liricamente, as obras do alinhamento lidam com questões adolescentes, como ser independente e estar de coração partido. Nick Levine, redator do Digital Spy, notou que temas recorrentes incluem: "ser você mesmo, namorar e terminar, [e] cobiçar alguém inatingível". A faixa que o abre, "La La Land", é sobre Lovato se sentindo "fora do lugar" em Hollywood, como demonstrado pelos versos "Quem disse que eu não posso usar meu Converse com meu vestido?" e "Eu não sou uma supermodelo, eu ainda como no McDonald's".
A faixa seguinte, "Get Back", é uma canção com influências da década de 1980 conduzida por guitarra. Sua letra é sobre voltar a ter um relacionamento com um ex-namorado. "On the Line", dueto com os Jonas Brothers, é uma canção sobre terminar um namoro descrita como bubblegum com um "gasoso" gancho cante-junto. A faixa-título é a transição do tween pop do disco para um glam rock maturo. Trata-se de uma balada power de andamento mediano e apresenta Lovato cantando com vocais nasais e em um tom falsete. De acordo com Joey Guerra do Houston Chronicle, "Trainwreck" e "Gonna Get Caught" possuem melodias "ao estilo Beatles". A primeira possui referências à medicação. "Two Worlds Collide" é sobre um jovem casal que encontra força em seus sonhos, enquanto que na letra de "The Middle" Lovato fica ansiosa de passear com um garoto, disposta a fazê-los sofrer um acidente só para se divertir. Em "Until You're Mine", a artista está "desesperada para preencher um vazio emocional com um menino". Michael Slezak da Entertainment Weekly escreveu que a composição final, "Believe in Me", inclui "platitudes que poderiam ter sido muito bem escritas por Dora the Explorer".

## Recepção da crítica
| Críticas profissionais | Críticas profissionais |
| Avaliações da crítica  | Avaliações da crítica  |
| Fonte                  | Avaliação              |
| ---------------------- | ---------------------- |
| AbsolutePunk           | (7.1/10)               |
| Allmusic               | [ 13 ]                 |
| Digital Spy            | [ 15 ]                 |
| Entertainment Weekly   | (C)                    |
| Sputnikmusic           | [ 21 ]                 |

As resenhas atribuídas à Don't Forget foram majoritariamente positivas. Stephen Thomas Erlewine, um dos redatores-chefe do agregador crítico Allmusic, disse que o trabalho é "puro pop para o público adolescente". Disse que a "insistente guitarra pop" é o que faz o CD memorável, terminando dizendo que "[é] o tipo de pop descartável, mas que acaba permanecendo por mais tempo do que seus primos mais próximos. Esse tipo de 'diversão bagunçada' é o que faltou em A Little Bit Longer, então é agradável que ela 'surfe' por Don't Forget". Um escritor não creditado, no AbsolutePunk, disse que "no geral, essa é uma estreia madura e muito forte para um artista tão jovem. Lovato apresenta um forte talento para a composição (tendo ajudado a 'canetar' oito das onze faixas). Embora este álbum não possa ser considerado como um clássico, ele sempre será visto como um dos favoritos na multidão da Disney". Nick Levine do Digital Spy notou que Demi soa como "uma garota com uma fachada de Jonas Brothers". Levine foi positivo quanto aos vocais da cantora no trabalho, dizendo que ela "certamente tem vocais mais fortes que os dos Jonas. Na verdade, suas interpretações vocais encorpadas são sempre impressionantes". Sua resenha foi completada com três estrelas das cinco máximas.
No Sputnikmusic, Max Paradise comentou que quando a página da jovem foi criada no portal, ela foi descrita como uma "cantora pop da Disney cujo estilo musical é semelhante ao de Miley Cyrus". Para ele, esta descrição está totalmente incorreta, dizendo que o estilo de Miley estava associado à Hannah Montana - série que protagonizou até 2010 - enquanto as composições de Demi eram mais aproximadas ao pop rock, de acordo com Max, "soando mais à Paramore que à Miley". Ele terminou dizendo que, em resumo, "este disco é muito divertido". Joey Guerra do Houston Chronicle disse que o álbum "lança Lovato como uma contraparte feminina do Jonas Brothers". Guerra resenhou de forma mista os vocais atribuídos, os chamando de "às vezes muito sérios". Michael Slezak da revista Entertainment Weekly deu uma nota C à Don't Forget e escreveu: "O álbum de estreia da estrela de Camp Rock, Demi Lovato, pode ser uma indicação de que a cultura de hoje das grrrotas  [sic] rockeiras estão inspirando-se em Ashlee Simpson ao invés de, digamos, Janis Joplin".

## Divulgação

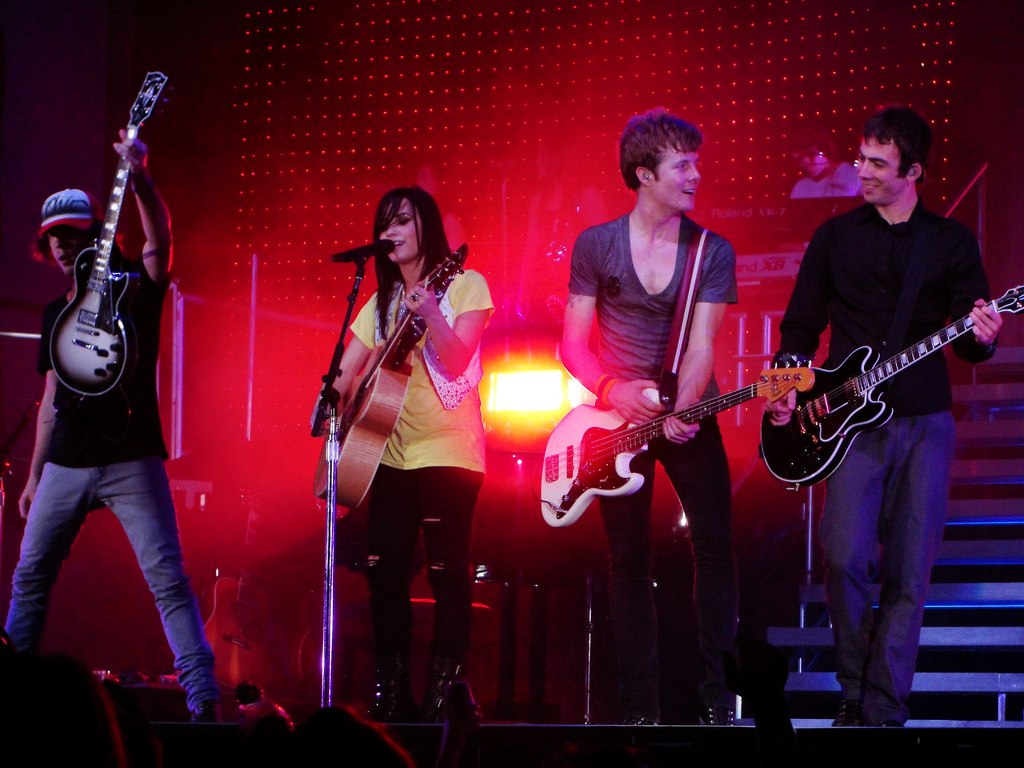
Lovato se apresentando com sua banda em Columbus como parte de sua turnê de 2009.

Como parte da divulgação, a artista se apresentou com faixas do álbum em diversas ocasiões, inclusive televisionadas. Sua primeira interpretação, de "Get Back" ocorreu na cerimônia de abertura dos Disney Channel Games de 2008, em 4 de maio. Em 1º de outubro do mesmo ano, cantou a mesma canção no The Ellen DeGeneres Show. Em 19 de janeiro de 2009, interpretou-a junto à "La La Land" na Posse das crianças: "Somos o futuro", ocorrida no Verizon Center em Washington, D.C.. O evento foi realizado para celebrar a posse de Barack Obama como presidente dos Estados Unidos. No dia 7 de abril, apresentou-se na oitava temporada do Dancing with the Stars. No mesmo mês, voltou ao programa de Ellen DeGeneres para interpretar "Don't Forget". A 25 do mesmo mês, participou do episódio final da competição musical My Camp Rock, onde anunciou o vencedor e interpretou o segundo single do disco.

## Singles
"Get Back"
O primeiro single do álbum, "Get Back", foi lançado em 12 de agosto de 2008. Ele alcançou #6 no
Top 100 Songs do iTunes e #43 na Billboard Hot 100. Foi escrita por Lovato e os Jonas Brothers, com Nick Jonas no vocal de apoio. A edição da Rádio Disney substituiu a palavra "kiss" da linha "kiss me/like you mean it/like you miss me" por "hold me/like you mean it/like you miss me". A edição foi usada no videoclipe da canção.
"La La Land"
O segundo single nos EUA e primeiro no Reino Unido foi "La La Land", que foi lançado em 19 de dezembro de 2008. A canção foi lançada para promover o novo programa de Lovato, "Sonny With A Chance" e o videoclipe mostra todo o elenco principal da série. Sua posição na Billboard Hot 100 foi menor que a do primeiro single, chegando à #52.
"Don't Forget"
A terceira canção escolhida como single foi "Don't Forget". Alcançou #41 nos Estados Unidos, tornando-se seu single mais bem-sucedido até o Here We Go Again, que alcançou a #15 e Skyscraper que alcançou #10.

## Lista de faixas
| Don't Forget – Edição padrão |                                             |                                              |                            |         |  |
| N.º                          | Título                                      | Compositor(es)                               | Produtor(es)               | Duração |  |
| 1.                           | "La La Land"                                | Demi Lovato Nick Jonas Joe Jonas Kevin Jonas | John Fields Jonas Brothers | 3:16    |  |
| 2.                           | "Get Back"                                  | Lovato N. Jonas J. Jonas K. Jonas            | Fields Jonas Brothers      | 3:20    |  |
| 3.                           | "Trainwreck"                                | Lovato                                       | Fields                     | 3:17    |  |
| 4.                           | "Party"                                     | Lovato Fields Robert Schwartzman             | Fields                     | 3:53    |  |
| 5.                           | "On the Line" (com part. de Jonas Brothers) | Lovato N. Jonas J. Jonas K. Jonas            | Fields Jonas Brothers      | 3:26    |  |
| 6.                           | "Don't Forget"                              | Lovato N. Jonas J. Jonas K. Jonas            | Fields Jonas Brothers      | 3:43    |  |
| 7.                           | "Gonna Get Caught"                          | Lovato N. Jonas J. Jonas K. Jonas            | Fields Jonas Brothers      | 3:10    |  |
| 8.                           | "Two Worlds Collide"                        | Lovato N. Jonas J. Jonas K. Jonas            | Fields Jonas Brothers      | 3:18    |  |
| 9.                           | "The Middle"                                | Kara DioGuardi Fields Jason Reeves           | Fields                     | 3:05    |  |
| 10.                          | "Until You're Mine"                         | Adam Watts Andy Dodd                         | Fields                     | 3:30    |  |
| 11.                          | "Believe in Me"                             | Lovato Fields DioGuardi                      | Fields                     | 3:41    |  |
| Duração total:               | Duração total:                              | Duração total:                               | Duração total:             | 37:42   |  |

| Don't Forget – Edição internacional digital (faixa bônus) |                |                                   |                       |         |  |
| N.º                                                       | Título         | Compositor(es)                    | Produtor(es)          | Duração |  |
| 12.                                                       | "Back Around"  | Lovato N. Jonas J. Jonas K. Jonas | Fields Jonas Brothers | 3:10    |  |
| Duração total:                                            | Duração total: | Duração total:                    | Duração total:        | 40:52   |  |

| Don't Forget – Edição japonesa (faixa bônus) |                                    |                                   |                       |         |  |
| N.º                                          | Título                             | Compositor(es)                    | Produtor(es)          | Duração |  |
| 12.                                          | "La La Land" (Caramel Pod D Remix) | Lovato N. Jonas J. Jonas K. Jonas | Fields Jonas Brothers | 7:08    |  |
| Duração total:                               | Duração total:                     | Duração total:                    | Duração total:        | 44:53   |  |

| Don't Forget – Edição deluxe (faixa bônus) |                                                   |                                   |                       |         |  |
| N.º                                        | Título                                            | Compositor(es)                    | Produtor(es)          | Duração |  |
| 12.                                        | "Behind Enemy Lines"                              | Lovato N. Jonas J. Jonas K. Jonas | Fields Jonas Brothers | 2:49    |  |
| 13.                                        | "Lo Que Soy" (versão em espanhol de "This Is Me") | Watts Dodd                        | Watts Dodd            | 3:28    |  |
| Duração total:                             | Duração total:                                    | Duração total:                    | Duração total:        | 40:52   |  |

### Deluxe Edition
Conteúdo do DVD da versão Deluxe Edition:
- Clipe de Get Back.
- Bastidores do clipe de Get Back
- Clipe de La La Land
- Bastidores do clipe de La La Land
- No Backstage da Burning Up Tour dos Jonas Brothers
- Performance ao vivo da música "Don't Forget"
- Bastidores e Slideshow das novas fotos do álbum
- Vídeo da gravação de "Party", "Gonna Get Caught" e "Behind Enemy Lines"

## Recepção
Don't Forget recebeu, em geral, críticas positivas ou médias. Story Gilmore, do Neon Reviews, disse que "Demi Lovato ainda não é um nome da casa, mas certamente tem o talento pra se tornar um, com este impressionante [álbum de] estréia". Em uma crítica do site PopCrunch foi dito que "[Don't Forget] é um álbum realmente bom, com uma rica e variada textura musical". Similarmente, Sanoobar Patel, do Inthenews.co.uk, escreveu que "este é um bom álbum e, autenticamente, eu fiquei surpreendido", dando ao álbum 8/10. No Allmusic, Stephen Thomas Erlewine chamou o álbum de "brilhante, açucarado, petulante power pop, abastecido pelo maduro, confusas guitarras e grandes, poderosos anzóis".

### Paradas musicais
Na primeira semana de lançamento, Don't Forget vendeu 89.000 cópias nos Estados Unidos, ficando em segundo lugar na Billboard 200, atrás apenas de Death Magnetic, do Metallica e na frente de Doll Domination das The Pussycat Dolls e Only by the Night do Kings of Leon, todos lançados na mesma semana.
| Parada (2008 / 2009)     | Melhor posição |
| ------------------------ | -------------- |
| Billboard 200            | 2              |
| Canada Albums Chart      | 9              |
| New Zealand Albums Chart | 34             |
| Spain Albums Top 100     | 13             |
| Mexico Albums Chart      | 62             |

| Paradas (2009) | Melhor posição |
| -------------- | -------------- |
| Billboard 200  | 46             |

#### Vendas e certificações
| País           | Associação | Certificação | Vendas   |
| -------------- | ---------- | ------------ | -------- |
| Estados Unidos | RIAA       | Ouro         | 952.000+ |
| Brasil         | ABPD       | Ouro         | 70.000+  |

## Lançamentos
| País           | Data                    | Gravadora         |
| -------------- | ----------------------- | ----------------- |
| EUA            | 23 de Setembro de 2008  | Hollywood Records |
| Canadá         | 23 de Setembro de 2008  | Hollywood Records |
| Brasil         | 21 de Outubro de 2008   | Hollywood Records |
| Austrália      | 7 de Fevereiro de 2009  | Hollywood Records |
| Nova Zelândia  | 9 de Fevereiro de 2009  | Hollywood Records |
| Japão          | 18 de Fevereiro de 2009 | Hollywood Records |
| Irlanda        | 19 de Fevereiro de 2009 | Hollywood Records |
| Reino Unido    | 20 de Abril de 2009     | Hollywood Records |
| Suécia         | 20 de Abril de 2009     | Hollywood Records |
| Espanha        | 21 de Abril de 2009     | Hollywood Records |
| Alemanha       | 24 de Abril de 2009     | Hollywood Records |
| Polônia        | 27 de Abril de 2009     | Hollywood Records |
| Deluxe Edition |                         |                   |
| EUA            | 31 de Março de 2009     | Hollywood Records |
| Canadá         | 31 de Março de 2009     | Hollywood Records |
| Brasil         | 28 de Abril de 2009     | Hollywood Records |